# Kostel svatého Tomáše z Canterbury (Mohelnice)
Kostel svatého Tomáše z Canterbury v Mohelnici je gotickou stavbou s románským jádrem z doby před 1247, barokně a novogoticky upravovaný. Původní farní kostel Panny Marie, poprvé zmiňovaný v roce 1247, byl roku 1424 vypálen husitskými vojsky. Obnoven – v gotickém stylu – a znovu vysvěcen byl v roce 1480. Asi v roce 1601 bylo svěcení změněno na dnešní. Z období renesance se na bočních zdech i uvnitř kostela zachovala vzácná funerální figurální výzdoba, spjatá s rodinou tehdejšího faráře Valentina Schwarze. Další úpravy byly provedeny v barokním stylu, především dvě boční kaple – sv. Anny a sv. Kříže a také oltář, křtitelnici či kazatelnu. Novogotická přestavba po požáru v 19. století přidala především průčelí s kamennou rozetou nad vstupními vraty. Areál kostela s mariánským sloupem byl v roce 1958 zapsán na seznam chráněných nemovitých památek.

## Historie

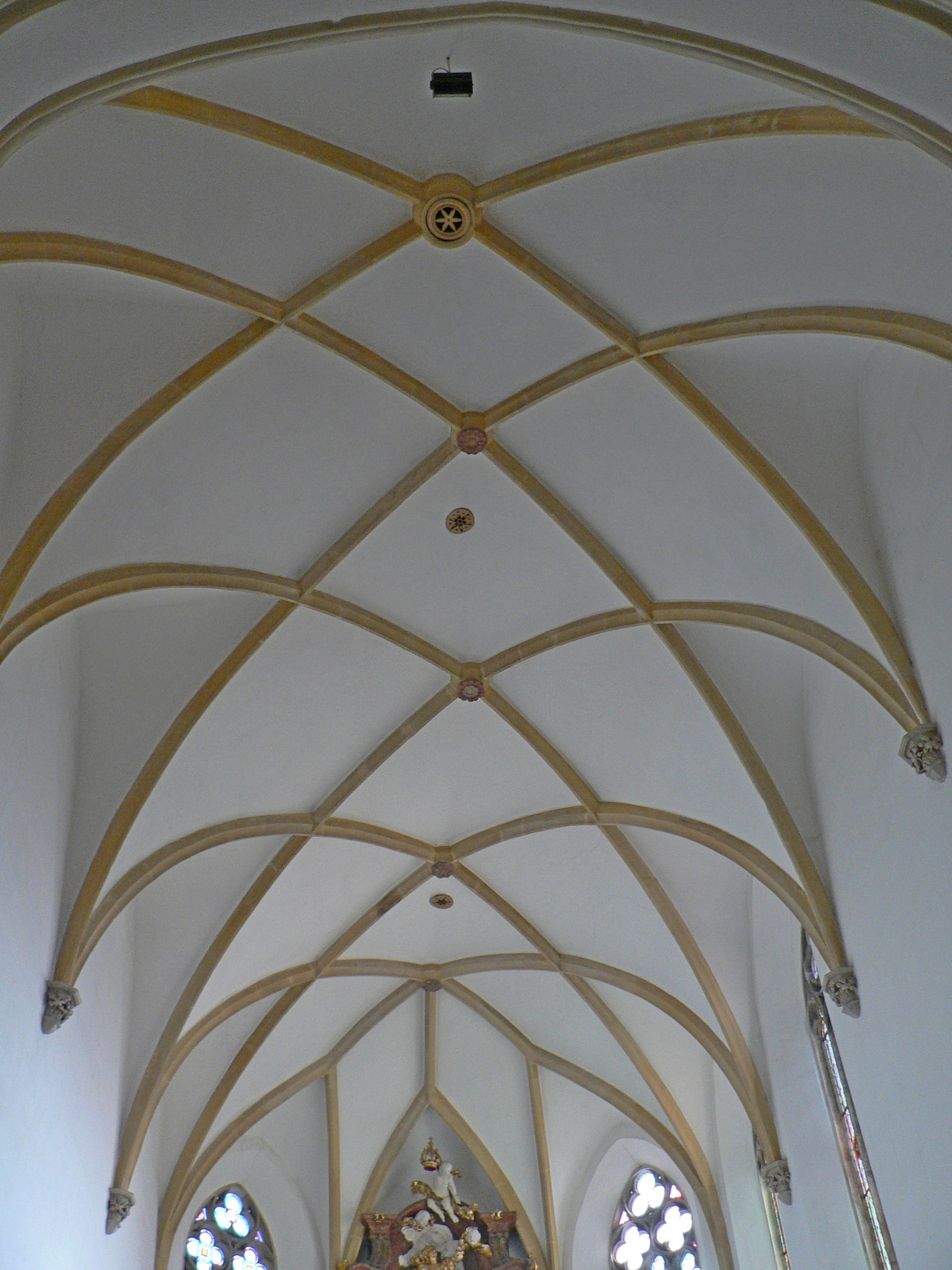
Síťová klenba kněžiště z 1. poloviny 14. století

Kostel byl původně zasvěcen Nanebevzetí Panny Marie. První písemný doklad o jeho existenci pochází z roku 1247, kdy byl jmenován v papežské listině, věž kostela se používala jako hláska a patřila městu. Jedná se tedy o nejstarší známou severomoravskou farnost. Jádro stavby je románské z doby před rokem 1247; z té doby se dochovalo zdivo lodi, která byla původně zřejmě plochostropá. V první polovině 14. století bylo přistavěno již v gotickém slohu kněžiště se sakristií a zřejmě i věž. V roce 1275 je u kostela uváděna farní škola, jedním z prvních známých farářů byl kanovník Sander Ranbow (1367–1368). Za husitských válek byl roku 1424 kostel vypálen a v něm byli upáleni nejen obránci města, ale i mnoho žen a dětí, které zde hledaly azyl. Loď byla znovu zaklenuta mezi lety 1466 a 1480, ve stejné době vznikl portál do původní sakristie. Roku 1480 byl kostel znovu vysvěcen. Zasvěcení kostelu sv. Tomáši Becketovi, který byl zavražděn v katedrále, připomíná osud občanů města Mohelnice při útoku husitů.
Kostel byl údajně pobořen v roce 1642; v tomto roce vpadli do Mohelnice Švédové, zapálili mlýn a od něj shořelo celé vnitřní město. Kostel byl poté provizorně upraven (1651 dokončeno zastřešení věže), v roce 1680 ovšem vyhořel znovu. Zásadní oprava začala v roce 1722, přitom byla zbořená stará kaple a na jejím místě v letech 1726–27 vybudována nová kaple sv. Anny s kryptou. Barokizace kostela pokračovala přístavbou severní kaple Těla Kristova (dokončena asi roku 1734), která zaujala místo původní sakristie (z níž zbyl ve zdi gotický portál). Nová sakristie s depozitářem byla vybudována v patře. Při barokní úpravě byla vystavěna také hudební kruchta a západní předsíň, zaklenuta dolní patra věže a přistavěno válcovité schodiště na zvonici a půdu.
V roce 1907 byl kostel novogoticky upravován – do oken kněžiště byly vloženy nové kružby, maltou byl upraven profil žeber lodní klenby a přidány kašírované konzoly. Upraveno bylo průčelí a zvonicové patro věže, do předsíně byl zasazen novogotický portál.

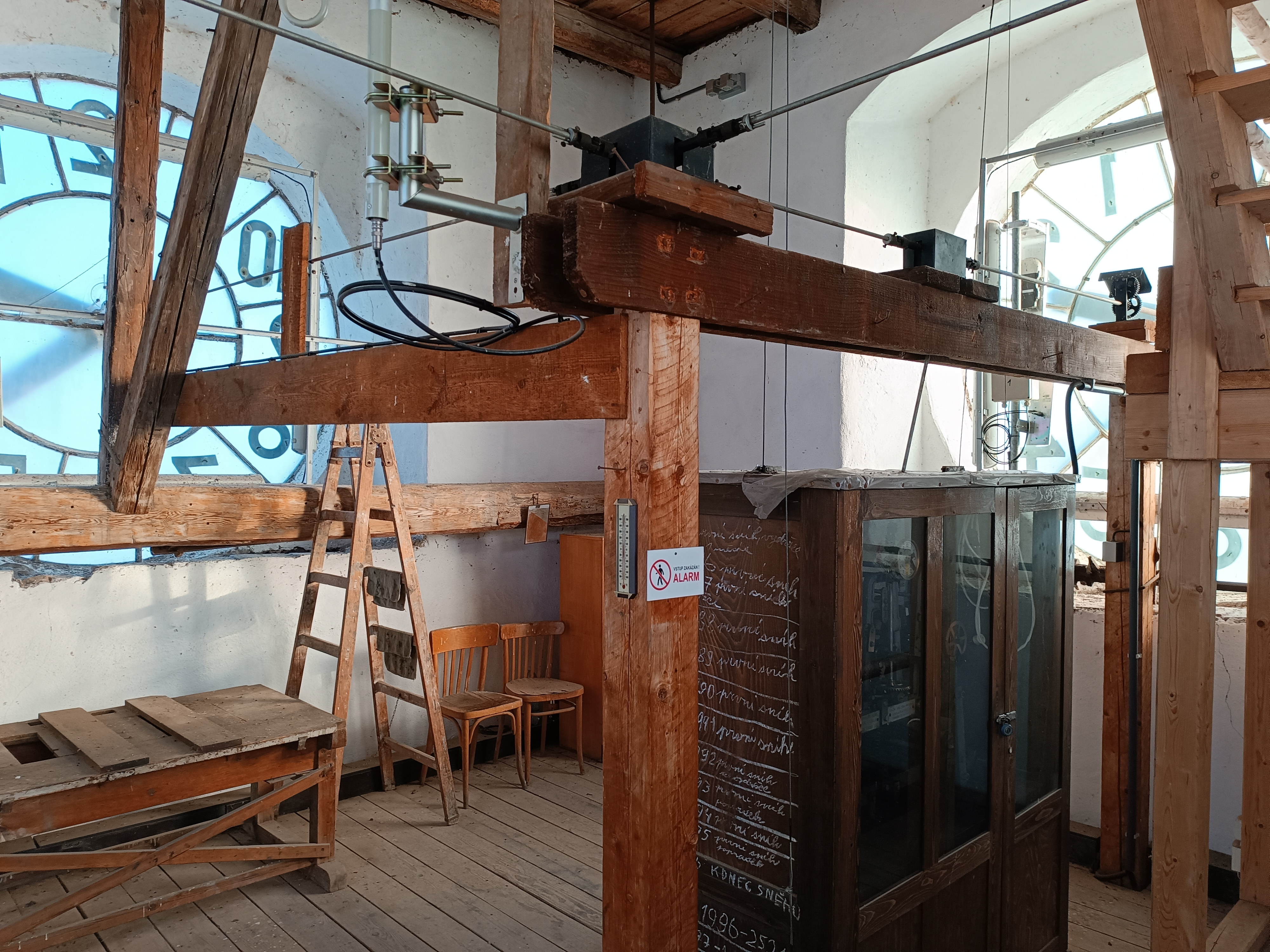
Vnitřní prostor věže s hodinovým strojem

Věž kostela byla postavena nejpozději v 1. polovině 16. století a sloužila jako strážní. Je v majetku města. Mechanismus věžních hodin je doložen rokem 1600. Při velkém požáru města v roce 1841 byla zničena střecha kostela i věže a roztavily se zvony. Ještě téhož roku byla věž provizorně zastřešena a pořízen nový zvon. V roce 1877 dostala věž definitivní podobu – jehlancovou střechu zakončenou osmihrannou makovicí se železným kovaným křížem. Věž je vysoká 70 m, čtvercového půdorysu, má šest poschodí. Vystupuje se na ni kulatou věžičkou s točitým kamenným schodištěm se 36 stupni a dále po 114 dřevěných schodech. V roce 2015 byla provedena oprava schodiště ve věži a nad hodinovým strojem byla vybudována vyhlídková plošina. Z věže je krásný výhled do širokého okolí s hrady Bouzov, Mírov a Úsov. V báni jsou uloženy měděné tubusy s historickými listinami. 

## Architektura

### Budova kostela
Kostel je orientovaná podélná jednolodní stavba s nepatrně odsazeným dlouhým kněžištěm. 

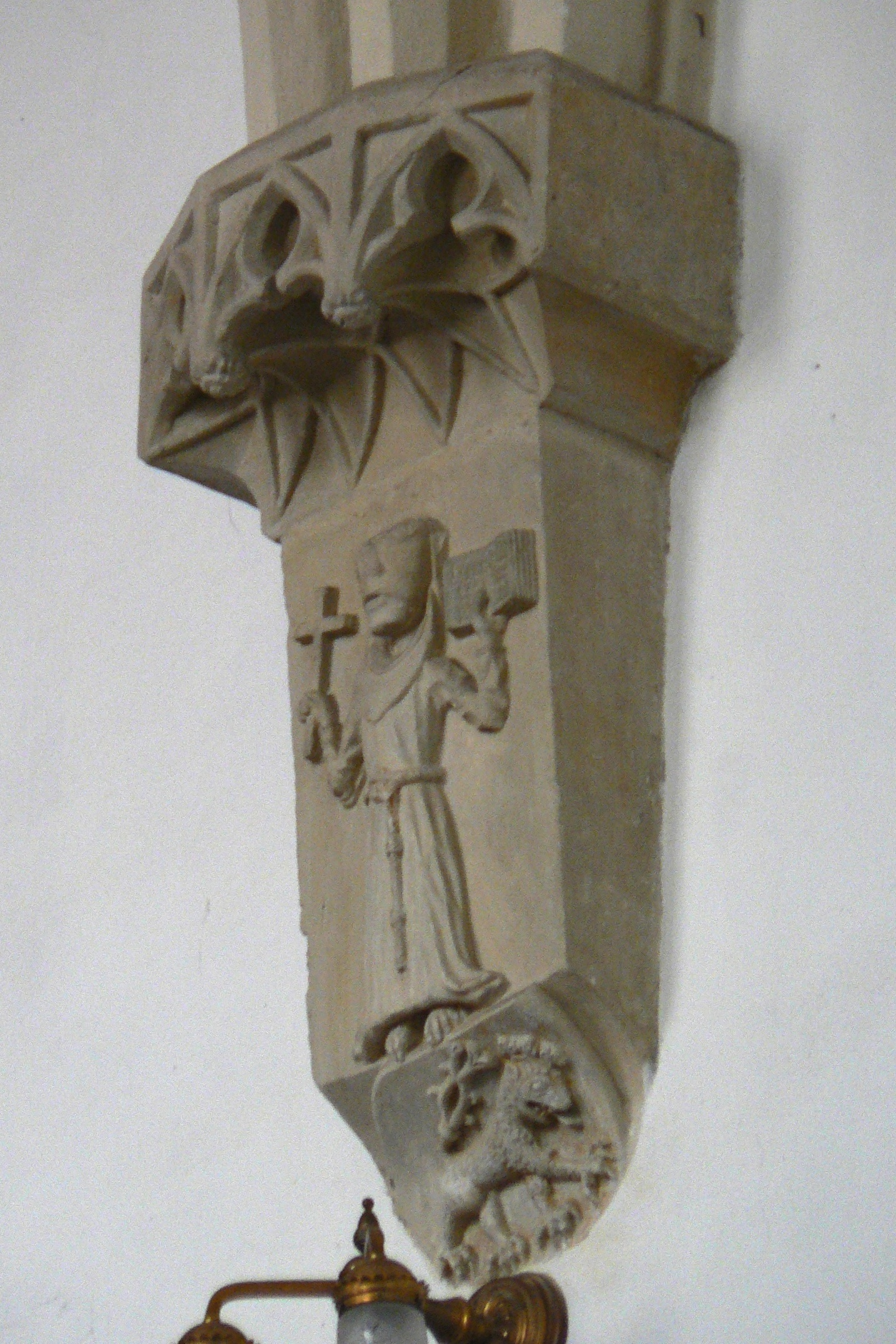
Konzola klenby lodě, 1466–80

K severní zdi kněžiště přiléhá čtyřboká sakristie s depozitářem v patře. Po bocích přiléhají k obdélné lodi kaple – na jihu kaple sv. Anny, která je ze tří stran volná a na severu kaple Těla Kristova, vložená mezi novou sakristii a přízemí věže. Mohutná hranolová věž je přiložena k severnímu boku lodi a lícuje se západním průčelím. Je vysoká 72 m a má 8 poschodí. Na západě je k věži přiložen schodišťový válec a k lodi čtyřboký vstup se schody na kruchtu. Kněžiště je zaklenuto síťovou žebrovou klenbou, klínová vyžlabená žebra se protínají v drobných kruhových svornících, překrytých reliéfními rozetami. Žebra končí ve stěně kněžiště na konzolách. Do lodi se kněžiště otevírá kamenným vítězným obloukem s lomeným záklenkem. Loď má čtyři pole křížové žebrové klenby, žebra z cihlových tvarovek jsou překrytá maltou. Trojice žeber na severní zdi dvou západních polí končí na pozdně gotickém, umělecky hodnotném kamenném konzolovém útvaru s reliéfem františkánského mnicha (snad sv. František z Asisi), držícího v ruce kříž a knihu s nečitelným textem. Pod světcovýma nohama je štít s korunovaným dvouocasým lvem, nad světcem polygonální baldachýn s kružbami. Kaple jsou zaklenuty valeně, s výsečemi mezi pasy.

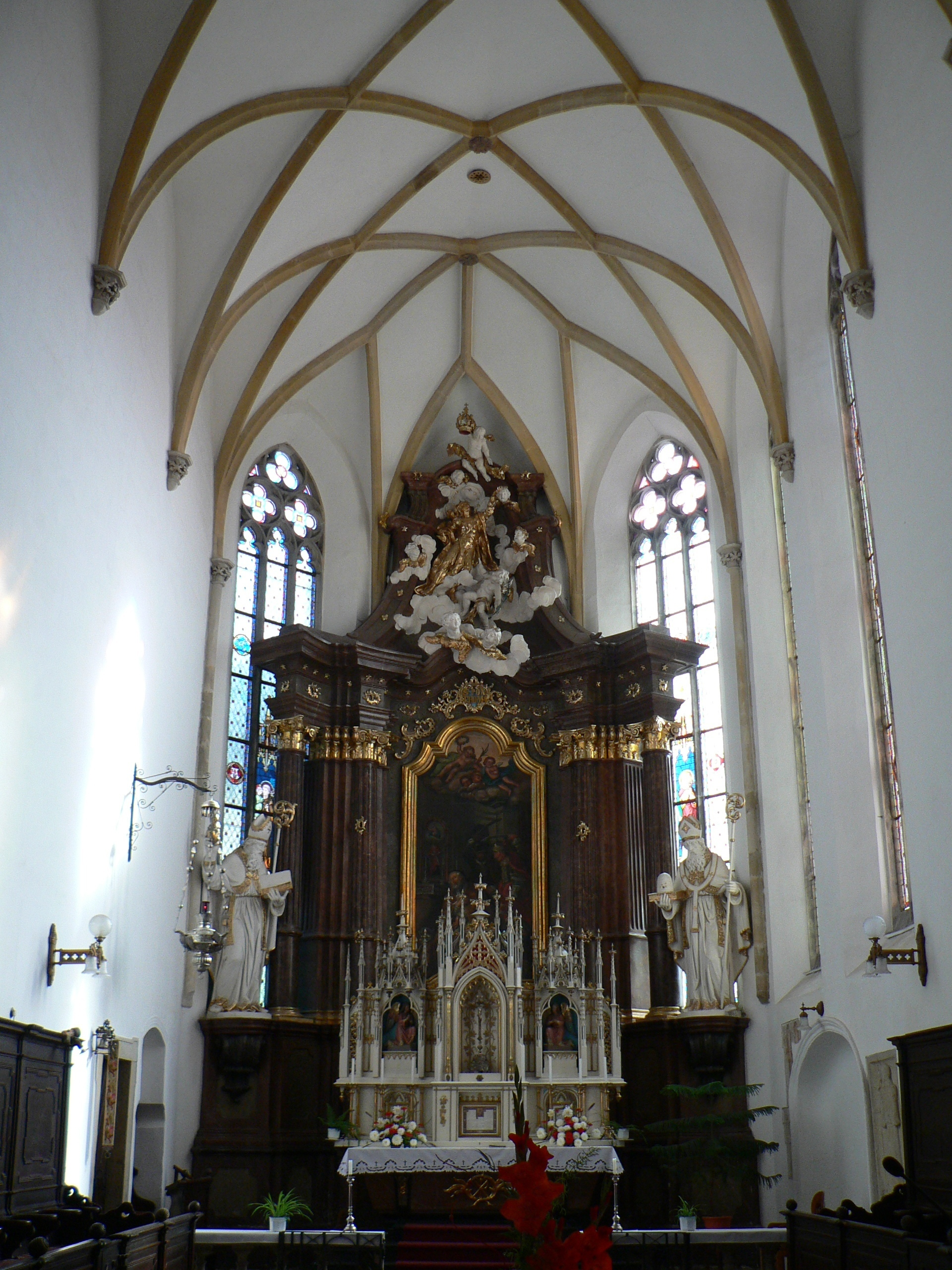
Hlavní oltář kostela

### Interiér
Hlavní oltář je dvoudílný, s oltářním obrazem Umučení sv. Tomáše z Canterbury (Josef František Pilz, 1776). Obraz byl opraven v roce 1878 a potom znovu přemalován nebo nově namalován L. Tauletzem v roce 1914. V kapli sv. Kříže je klasicistní oltář, přenesený sem snad z kněžiště, další oltáře pocházejí ze 17. století. Přízední kazatelna vznikla ve 2. čtvrtině 18. století, kamenná křtitelnice pochází z roku 1641. Varhanní skříň z hudební kruchty pochází z nástroje z roku 1734.
V kapli sv. Anny je zazděn hodnotný epitaf mírovského duchovního Jakuba Haladiho (1563), který vytesal roku 1567 Jan Milíč. V kněžišti je zazděn ještě značně poškozený náhrobník neznámé šlechtičny (zemřela 1577), manželky Kašpara Siesla, úředníka na Mírově. Volně umístěna je dřevořezba Vítězného Krista z 1. čtvrtiny 16. století. Dva bloky chórových lavic pochází z doby kolem roku 1700. V kapli sv. Anny je každoročně v době vánoční instalován pohyblivý betlém Josefa Nedomlela.
Umělecky obzvláště hodnotný je soubor čtyř figurálních náhrobků faráře Valentina Nigra-Schwarze, jeho rodičů a sestry, pocházející ze 40. let 16. století. Valentin Schwarz pocházel z Olomouce, v Mohelnici je poprvé uváděn v roce 1547. Že zde zemřel, není jisté, v roce 1559 byl již mohelnickým farářem Andreas Hauptmann. Na opěrném pilíři kněžiště je náhrobek farářovy sestry Anny, která zemřela v dívčím věku roku 1521. Reliéf představuje vzkříšeného Krista a dvojici modlících se žen (zemřelé dívky a její matky). V jiném opěráku je deska Anežky, farářovy matky, která zemřela roku 1530. Reliéf sv. Trojice je vytvořen podle grafického listu Albrechta Dürera z roku 1511. Třetí náhrobek patří farářovu otci, olomouckému kováři Václavu Schwarzovi (zemřel 1530). Ten je součástí původně rozsáhleji komponovaného, dnes jen částečně dochovaného epitafu. Na vnitřní zdi vítězného oblouku je rovněž umělecky hodnotný portrét Václava Schwarze, který má s reliéfem řadu shodných rysů. Konečně čtvrtým náhrobkem je vlastní náhrobek Valentina Schwarze, který si nechal vyhotovit ještě za vlastního života. Tyto dva epitafy vznikly společně a jsou dílem stejného kameníka.

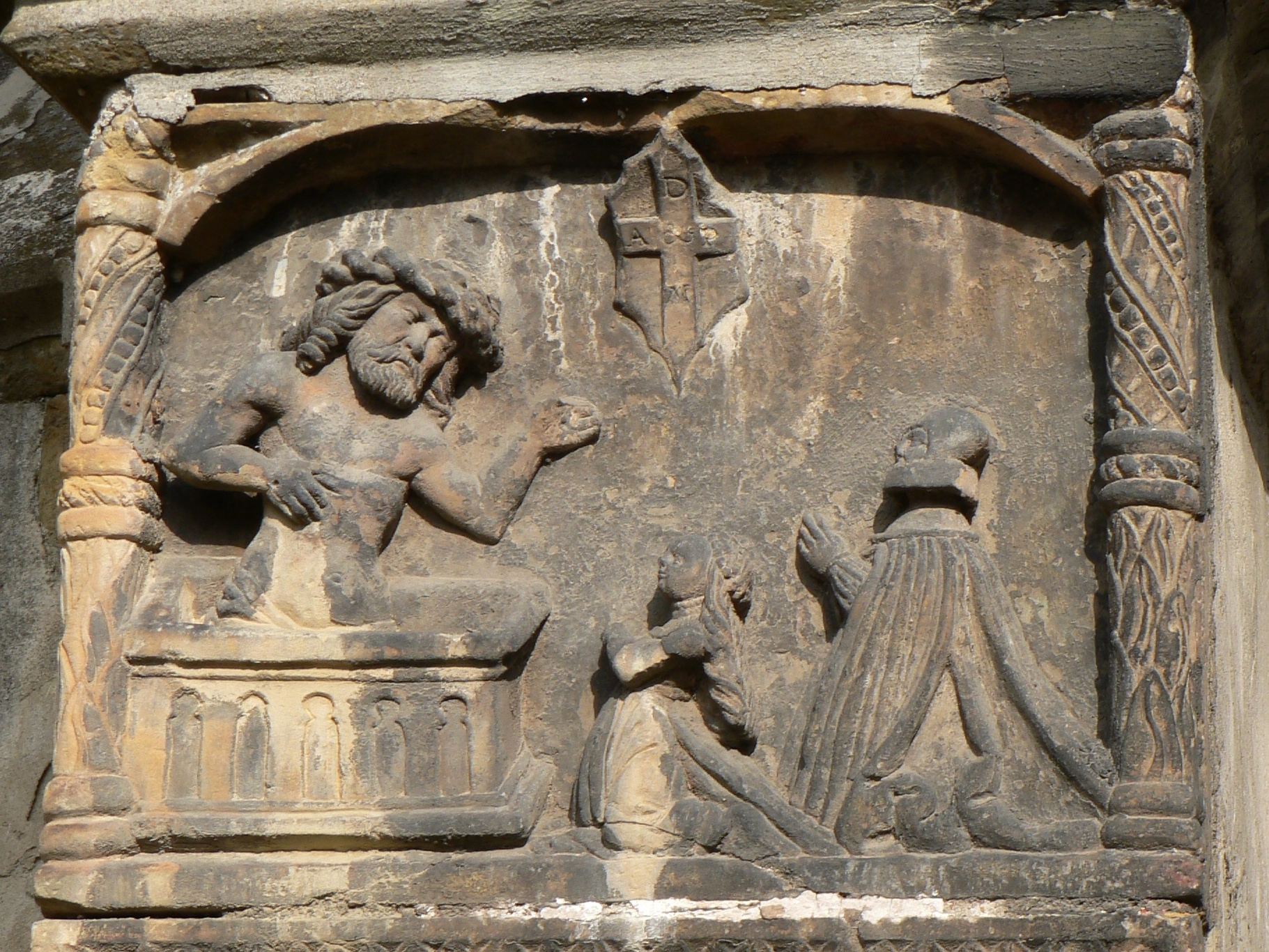
Náhrobek farářovy sestry Anny Schwarzové
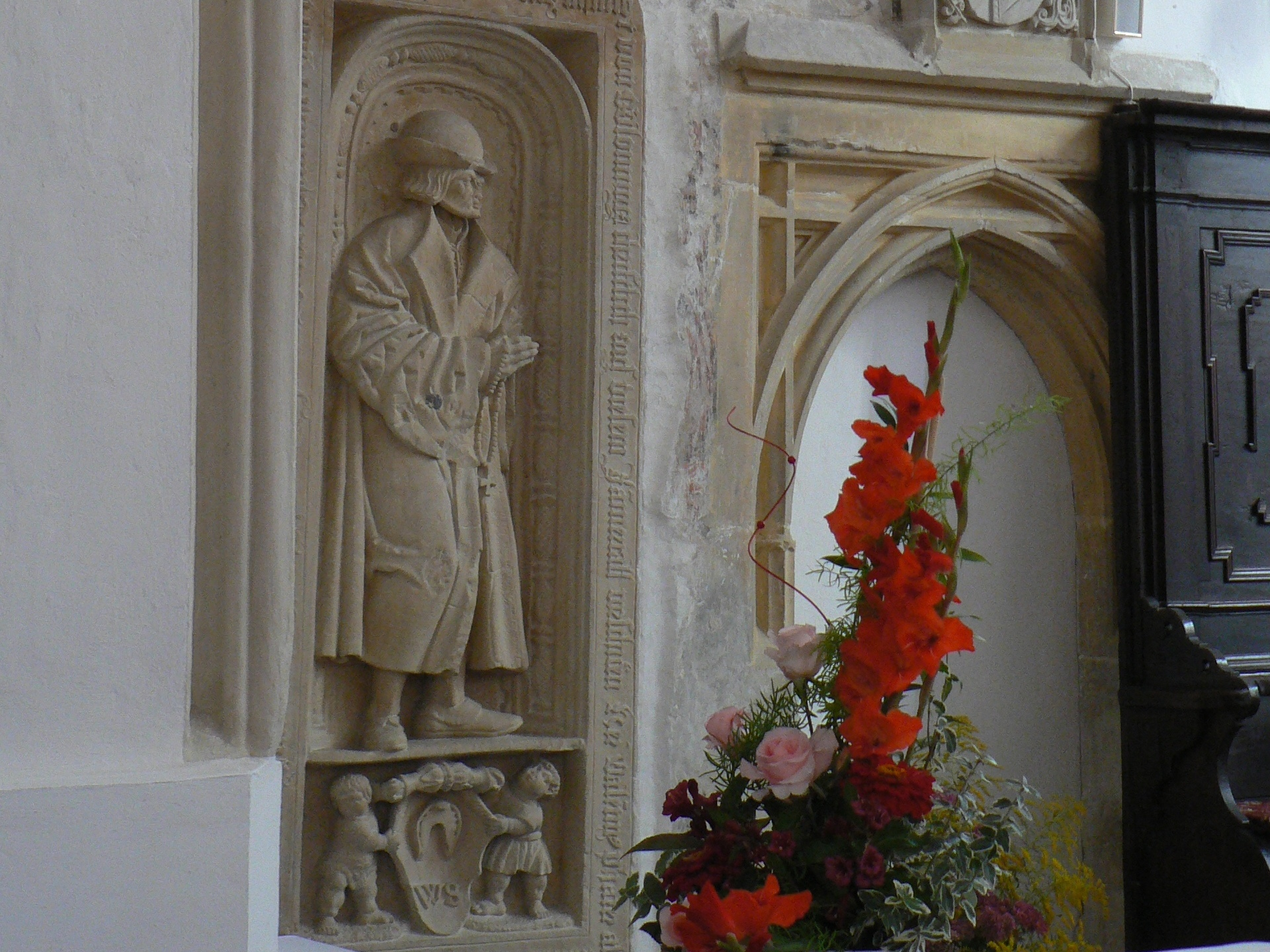
Náhrobek farářova otce Václava Schwarze
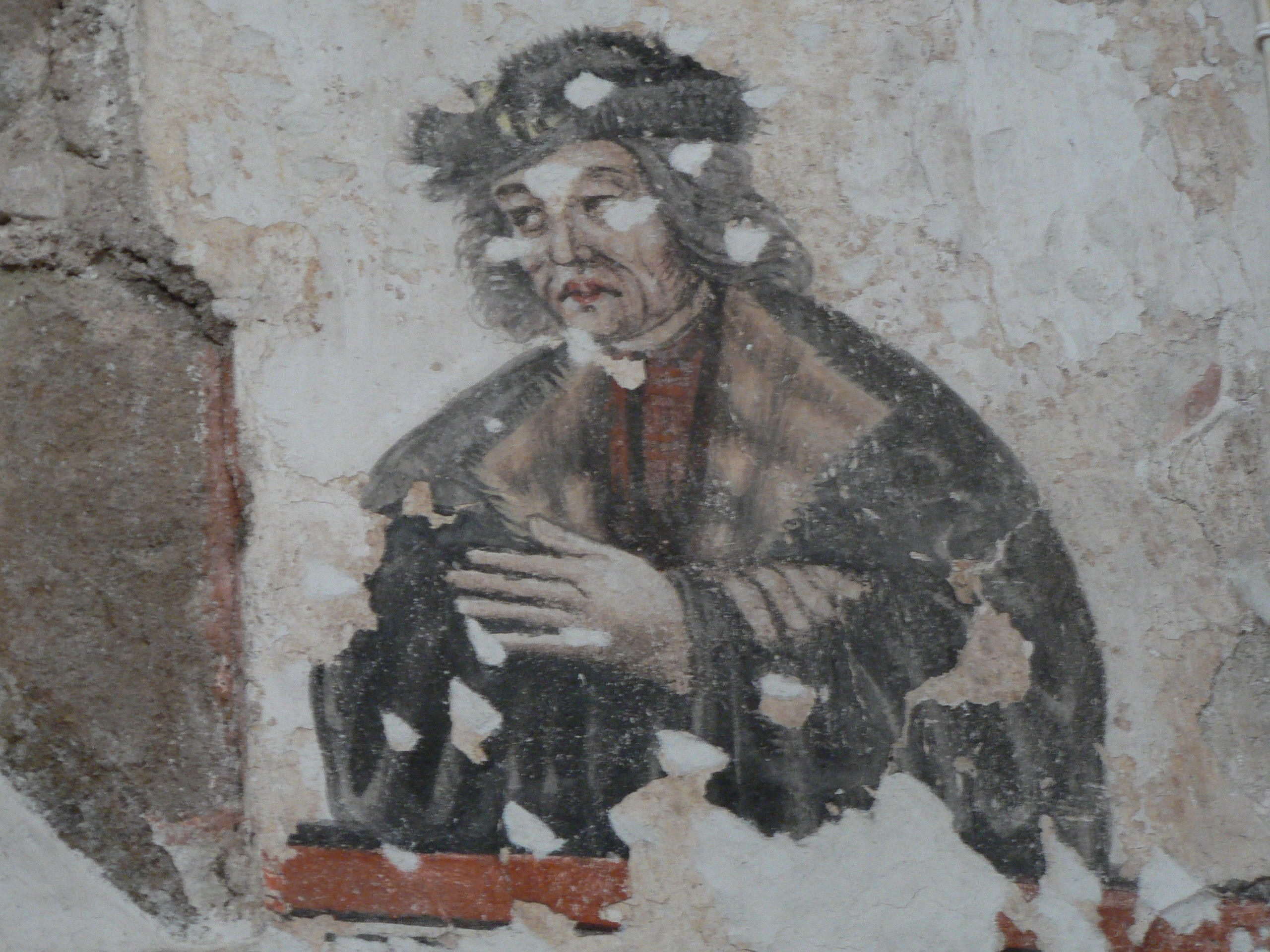
Portrét farářova otce Václava Schwarze
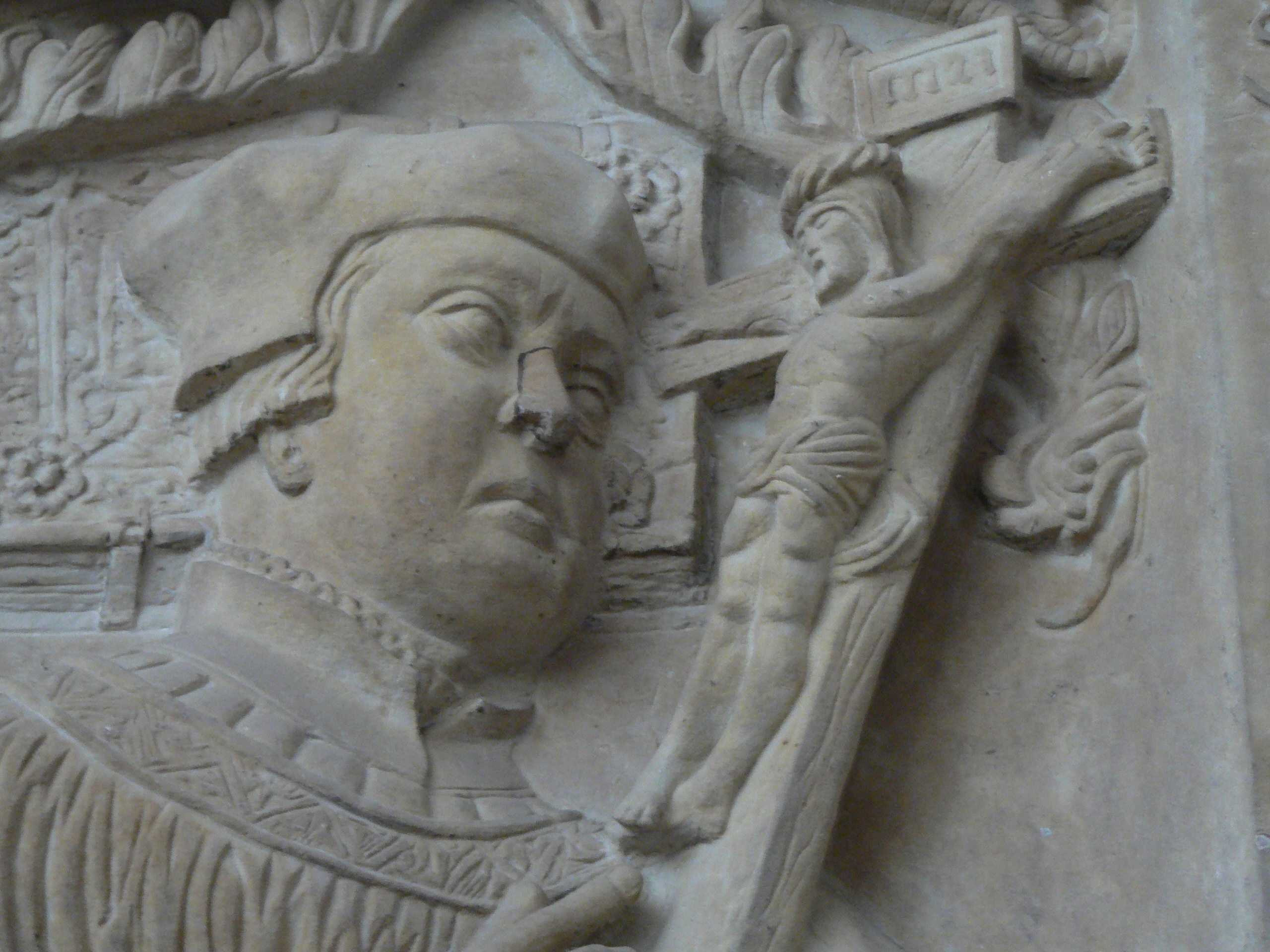
Detail náhrobku faráře Valentina Schwarze